# Allée couverte von Trélan

Schema eines Galeriegrabes

Die Allée couverte von Trélan liegt in Saint-Marcel im Département Morbihan in der Bretagne in Frankreich.
Das Galeriegrab liegt im Norden der Stadt, nur 100 m von der Straße D10 an einem sanften Hang und ist aus Schiefer und Puddingstein erbaut, der nur etwa 200 m entfernt vorkommt. Es ist etwa Nord-Süd orientiert mit dem Zugang im Süden. Die Nordseite wird von einer imposanten Platte verschlossen. Die Länge des Denkmals beträgt etwa 18,0 m, seine durchschnittliche Breite 1,5 m und seine ursprüngliche Höhe wurde auf 1,2 m geschätzt. Es hat 16 seitliche Tragsteine, zumeist auf der Westseite, während die der Ostseite fast alle verschwunden sind. Nur zwei Decksteine sind verkippt erhalten. Die allgemein übliche Verfüllung der Kammer mit Erde oder Kies erfolgte hier nicht. Kleine Schieferplatten im Umkreis sind die Reste der äußeren Struktur, die den Hügel zusammenhielt. Das Denkmal wurde 1964 unter Schutz gestellt.
In der Nähe liegen die stark gestörten Anlagen: Ensemble de Béhélec und Béhélec Dolmen.